# Братислав Петровић
Братислав Петровић, Браца (Шљивовик, 24. децембар 1961) српски је књижевник и новинар. Петровић је из Беле Паланке. Он објављује романе, приче, приповетке, монографије и есеје, на књижевном језику и дијалекту. Бави се и новинарством. Као новинар сарадник сарађује са издавачким кућама у Србији и иностранству (Бугарска и Канада). Члан је Удружења књижевника Србије од 2016. и Савеза књижевника у отаџбини и расејању (СКОР). Превођен је на бугарски језик.

## Живот
Братислав Петровић, Браца рођен је 24. децембар 1961. у Шљивовику, општина Бела Паланка, од оца Томислава, угоститељског радника и мајке Лозинке, домаћице. Права четири разреда основног школовања завршио је у родном Шљивовику, а друга четири (од петог до осмог) у Основној школи „Драгица Лаловић“ у Горњој Коритници. Прва два разреда средњег школовања похађао је у Гимназији "„11 октобар“" у Белој Паланци. По завршеном другом разреду гимназије, школовања је наставио у Средњој школи унутрашњих послова „Пане Ђукић“ у Сремској Каменици. Вишу школу унутрашњих послова у Београду, завршио је 1980. године.
Од јуна 1980. године ради као полицајац, а од марта месеца 1986. као руководиоца сектора МУП Србије, Полицијска управа Ниш, при полицијским станицама Бабушница, Бела Паланка и Нишка Бања.
Иако по професији полицајац; интимна, трајна и истинска преокупација Братислава Петровића, како се све више показује, је књижевност. Братислав Петровић је све време организатор и активни учесник у многим културним подухватима у Белој Паланци Нишу, Пироту и другим градовима у Србији и иностранству. Као заменик председник Савеза књижевника у отаџбини и расејању (СКОР), заједно са осталим члановима овог удружења, ради на ширењу и популаризацији књижевности међу писцима, којима то није професионална преокупација.
Интензивно се бави и новинарством. у Србији сарађује са нишким „Народним новинама“ и пиротском „Слободом“, а у иностранству са независним српским новинама „Торонто новости“ - Канада и електронски часопис Литературен свят из Бугарске. За свој књижевни рад добитник је већег броја награда и прознања.
Братислав Петровић, је и дародавац који је Историјском архиву Пирот поклонио драгоцену збирку књига, старих црквених списа, црквених новина, међу којима је и Гласник из 1890. године. Како је Петровић казао Пиротским вестима, његова намера је да се на овај начин чува драгоцена збирка за будућа поколења и нове истраживаче.
Живи и ствара у Белој Паланци, у срећном браку са супругом Љиљаном. Има ћерку Јелену и сина Милана.

## Дело
Братислав Петровић је обични средовечни човек, „симпатичног широког осмеха и шмекерског наступа“, по професији полицајски службеник, а по дару за књижењност, писац из народа, надреалиста, који је одлучио да у слободно време, побегне из штале, стајњака, стоке и ђубрива на селу и инстинуације његових колега у полицији, промени свој живот, и постане неко други.
Братислав Петровић иако врцавог духа, књижевник је који добро уочава, карактеристике друштва и друштвених појава, које почев од доба „вучјих времена“ осамнаестог века, па све до дана с почетка двадесет првог века, вешто претаче у све форме сопственог књижевног стваралаштва.
На веома необичан и суптилан начин Братислав Петровић Браца у својим књижевним делима не само да читалачку публику упознаје са веровањима, обичајима и начином живота становника испод Суве планине, већ захваљујући пишчевој бујној машти и таленту, он становништву са овог простора, али и читаоцу враћа наду да су морал, поштење и част једине истинске вредности човека.
Књижевни језик Братислава Петровића је једноставан, често из његовог окружења, дијалектички и понекад непристојан, не тако ретко и сочан, пун пословица и шала, што често код читалаца изазива навалу смеха који понекад прате „потоци“ суза, иако се у његовим написаним реченицама назире застрашујућа стварност кроз коју се одвија радња књижевног дела.
Ево једног одломка из приче, Сас Госпаву куде вр'жалца, која најбоље илуструје дијалектички стил Петровићевог књижевног изражавања:
| „ | Баја Стојко... Млого ме мрзну по село. Млого! Че ме поједу. Још па кад виде да милицајци и шумари свртају при мен, не могу се откачим од олоши. Напрајил ми нећи маџије и за тој ме мрзну. Ја ју слушам кву муку има, па се смејем у себ. Па ја сам вој мог'л овој и без Стојка растурим. Па так'в смо народ, сваћега куји бурудисује сас милицајци и шумари че га наши сељаци мрзну. Него... Нека си олакша душу за једну а може бити и повиш црвене. Нес'м му видел ценовник. Оно ни попови га нему, што би га па имал Стојко вр'жал'ц. | ” |

Братислав Петровић је вешт и у писањеу монографија и истраживачких дела. Његове монографије; „Манастир Успеније Пресвете Богородице у Вети“ и „Манастир Свете Богородице Сићево“ и истраживачко дело „Хајдучија на тлу Беле Паланке“ настале су као плод племенитог и несебичног рада, у проучавању и очувању историјских вредности у родном крају. Братислав Петровић при писању ових дела, неуморно истражује архивску грађу, проналази, записује и сумира све чињенице, фотографије и сећања мештана из историје Српског народа на знаменитим местима на подручју Беле Паланке.
Књижевно дело „Проклетство неправде“ (2014), Братислава Петровића, је веома необичан и суптилан приказ веровања, обичаја и начина живота становника испод Суве планине. Аутор на једноставан, али истовремено и раскошан начин, преплиће ликове и радње кроз цео роман, држећи читаоца у сталној неизвесности и ишчекивању. У роману се огледа сво лице и наличје људске природе: похлепа, превара, неправда, али и љубав, поштење, истина.
| „ | Да ли је Санда заиста толико зао или га је злато у једном моменту заслепило? Да ли је Милена морала да се појави као дух да би правда била задовољена или је вођена мајчинском љубављу желела да помогне својој кћерки? Да ли треба да се појави нешто неприродно и нама, обичним смртницима, застрашујуће да нам покаже колико је правда и част битна у животу? Писац нам у свом књижевном делу даје одговоре на ова и још многа питања, причајући мистичну причу о ланчићу и медаљону који на себи има изгравиран и један део историје. Попут поветарца, који на моменте постаје кошава, аутор романа, љубав двоје младих, са својим мање или више трагичним судбинама, носи кроз странице књиге и буди у нама оне најдубље, људске емоције. | ” |

Роман „Проклетство неправде“, чита се у једном даху и захваљујући машти и таленту писца Братислава Петровића Браце, враћа нам наду да су морал, поштење и част једине истинске вредности човека.
Поетска реч Братислава Петровића, која је можда најбоље исказана у његовој књизи ББМ - Брацина блам поезија, лежи у добро изабраним мотивима и темама из источене Србије, које он на помало хумористички начин обрађује користећи се експресивним и сугестивним начином и језичким формама локалног дијалекта.

## Објављена дела
| Књижевна форма   | Назив дела |
| ---------------- | --- |
| Романи           | - Петровић Б,. Изјава, Атлантис, Ниш. 2007. 978-86-910361-1-9. - Петровић Б,. Крвава нишавска зима, Атлантис, Ниш. 2008. 978-86-910361-2-6. - Петровић Б,. С, н ил, јава, сатира, C-print, Ниш. 2012. 978-86-7534-115-3 неважећи . - Петровић Б,. Нас'н или најаве (издање на Бугарском језику), Мултипринт, Софија, Бугарска. 2012. 978-954-362-110-1. - Петровић Б,. Госпавина слава, хумористички роман на дијалекту, C-print, Ниш. 2012. 978-86-88655-01-9. - Петровић Б,. Цариградски друм, Књижевна омладина Србије, Београд, 270 страна. 2013. 978-86-7343-207-6. - Петровић Б,. Романа, СВЕН-Ниш. 2013. 978-86-7746-404-2.. COBISS.SR-ID 201106956 - Петровић Б.. Цариградски друм (Издање на бугарском језику. Превод Тања Попова) "Персеј", Софија, Бугарска. 2014. 978-619-161-039-6. - Петровић Б.. Проклетство неправде „Свен“, Ниш. 2014. 978-86-7746-453-0. |
| Приповетке       | - Петровић Б, (2011) Слава, писмо и споменик, Белопаланачки зборник. |
| Монографије      | - Петровић Б,. Манастир Свете Богородице у Сићеву Атлантис, Ниш. 2010. 978-86-910361-4-0. - Петровић Б,. Манастир Успеније Пресвете Богородице у Вети, C-print, Београд. 2012. |
| Истраживачки рад | - Петровић Б, (2012) Хајдучија на тлу Беле Паланке, Белопаланачки зборник |
| Песме            | - Петровић Б, (2013) Јевропа, књижевни конкурс у Републици Бугарској „Лирски гласови“. - Петровић Б,. ББП (Брацина блам поезија) ДУ Светионик Ниш. 2019. 978-86-81348-03-1. |

## Признања
- 2018 — Прва награда за песму „Ђулина чегртаљка", на тему вина и грожђа: Културног центра Власотинце на Винском балу „Власотинце, 2018”.
- 2016 — Друга награда „Реч баштине” Нишког песничког круга и Народне библиотеке „Стеван Сремац” Ниш - за кратку причу „Стојко шумар и Милка куварица” на конкурсу 5. Фестивала књижевног стваралаштва на народном говору, „Преображењско појење 2016.”
- 2016 — Признање „Косметска звезда Другог реда”, „За заслуге у области књижевности и чувању истине о страдању српског ратника на Космету”".
- 2016 — Носилац ратничког крста, Друштва полицијаких ратника, за верност отаџбини и учешће у одбрани земље од НАТО агресије.
- 2015 — Признање Братиславу Петровићу, за најуспешнијег књижевника године, за књигу „Цариградски друм“, које му је додељена у анкети 50, региомналних и локалних ТВ станица Србије и интернета које емитују забавно едукативну емисију „Под сјајем звезда“.
- 2014 — Повеља „Слово хвале и захвале“ за песму „Паланачка баница“ на конкурсу „Преображењско појење 2014“. Ниш.
- 2014 — Златна диплома за освојено I место на књижевном конкурсу на тему „Вино“, Издавачке куће „Арте“ и Винарије „Александровић“, на коме је учествовао 231 аутор из Србије и иностранства. Награда је Петровићу додељена за причу „Окање мртваца сас флашу вино“.[5]
- 2014 — Почасни члан Друштва писаца Плевен, Република Бугарска.[6]
- 2013 — Друга награда за песму „Јевропа“, на књижевном конкурсу у Републици Бугарској „Лирски гласови“.
- 2006 — Ручни сат, од стране Општине Нишка Бања, за изузетне резултате у раду и стваралаштву
- 2006 — Полицајац године, од стране МУП Србије Полицијска управа Ниш, за изузетне резултате у раду
- 2003 — Златни дукат, од стране МУП Србије, за изузетне резултате у раду